# Can-Am 1981
Can-Am 1981 var ett race som kördes över tio omgångar. Geoff Brabham dubblerade sin satsning på samma års USAC National Championship, och tog hem titeln, med Teo Fabi på andra plats.

## Delsegrare
| Datum        | Bana           | Vinnare        |
| ------------ | -------------- | -------------- |
| 14 juni      | Mosport Park   | Teo Fabi       |
| 28 juni      | Mid-Ohio       | Teo Fabi       |
| 11 juli      | Watkins Glen   | Al Holbert     |
| 26 juli      | Road America   | Geoff Brabham  |
| 16 augusti   | Edmonton       | Geoff Brabham  |
| 6 september  | Trois-Rivières | Al Holbert     |
| 13 september | Mosport Park   | Teo Fabi       |
| 4 oktober    | Riverside      | Al Holbert     |
| 11 oktober   | Laguna Seca    | Teo Fabi       |
| 16 oktober   | Las Vegas      | Danny Sullivan |

## Slutställning
| Plats | Förare         | Poäng |
| ----- | -------------- | ----- |
| 1     | Geoff Brabham  | 487   |
| 2     | Teo Fabi       | 456   |
| 3     | Al Holbert     | 420   |
| 4     | Danny Sullivan | 303   |
| 5     | Jeff Wood      | 256   |
| 6     | Rocky Moran    | 154   |
| 7     | Tom Klausler   | 100   |
| 8     | Bobby Rahal    | 97    |
| 9     | Jim Trueman    | 88    |
| 10    | Randy Lewis    | 72    |